# Prukljansko jezero
Prukljansko jezero (ili Prokljansko jezero) je jezero u Hrvatskoj, nalazi se u nacionalnom parku Krka, u Šibensko-kninskoj županiji.

## Opis
Nalazi se u donjem toku rijeke Krke, 5,5 km sjeverno od Šibenika, s čijom je lukom povezano Prukljanskim kanalom. Zbog dopiranja mora, voda u površinskom sloju je bočata, a pri dnu slana (oko 35 promila). U jezeru se nalazi i otočić Stipanac. Sjeverni dio je vrlo plitak (1-2 m), a južni je dublji (do 25 m).